# Akerselva
L'Akerselva, appelée Frysja au Moyen Âge, est une rivière qui traverse Oslo. L'Akerselva prend sa source dans le lac d'eau potable Maridalsvannet à Maridalen (en), traverse les districts de  Nordre Aker, Sagene, Grünerløkka, et Sentrum ainsi qu'à Grønland (strøk) (no) dans le district Gamle Oslo et s'écoule finalement à Paulsenkaia à Bjørvika. Il s'agit de la partie la plus basse du Nordmarksvassdraget (no), qui à son tour appartient à l'Oslomarkvassdragene (no). L'Akerselva mesure 9,8 kilomètres de long et présente un dénivelé de 149 mètres, un bassin versant de 237 911 km2 et le débit moyen à l'embouchure est de 6,43 m3/s[réf. nécessaire]. l'Akerselva possède 20 cascades naturelles entre Maridalsoset et Nedre Foss (no). En 1856, toutes étaient exploitées industriellement, à l'exception de Grandalen. Une rangée d'usines le long de la rivière fonctionnaient grâce à l'énergie hydraulique, comme Bjølsen teglverk, Lilleborg kortfabrik et Akerselvens Klædesfabrik.
Après avoir été fortement polluée pendant plusieurs années, l'Akerselva est devenue, au tournant du dernier millénaire , une rivière à saumons dotée d'une flore et d'une faune riches. Un déversement de chlore en 2011 a tué presque toute vie dans cette rivière. Mais à l’automne 2015, le saumon est revenu.
Le sentier de randonnée B10 (Turveier i Oslo (no)) suit la rivière de Maridalsvannet à Vaterland (en).

## Nom et histoire
Frysja (no) est un ancien nom de l'Akerselva, utilisé à plusieurs reprises dans la saga de Sverre. Le nom est interprété comme « le froid », après le verbe « geler »[réf. nécessaire]. Ce nom est probablement lié au vieux norrois "fruse"/"frøse" ("éclabousser"), allusion aux nombreuses petites cascades "éclaboussantes" ou jaillissantes de la rivière.

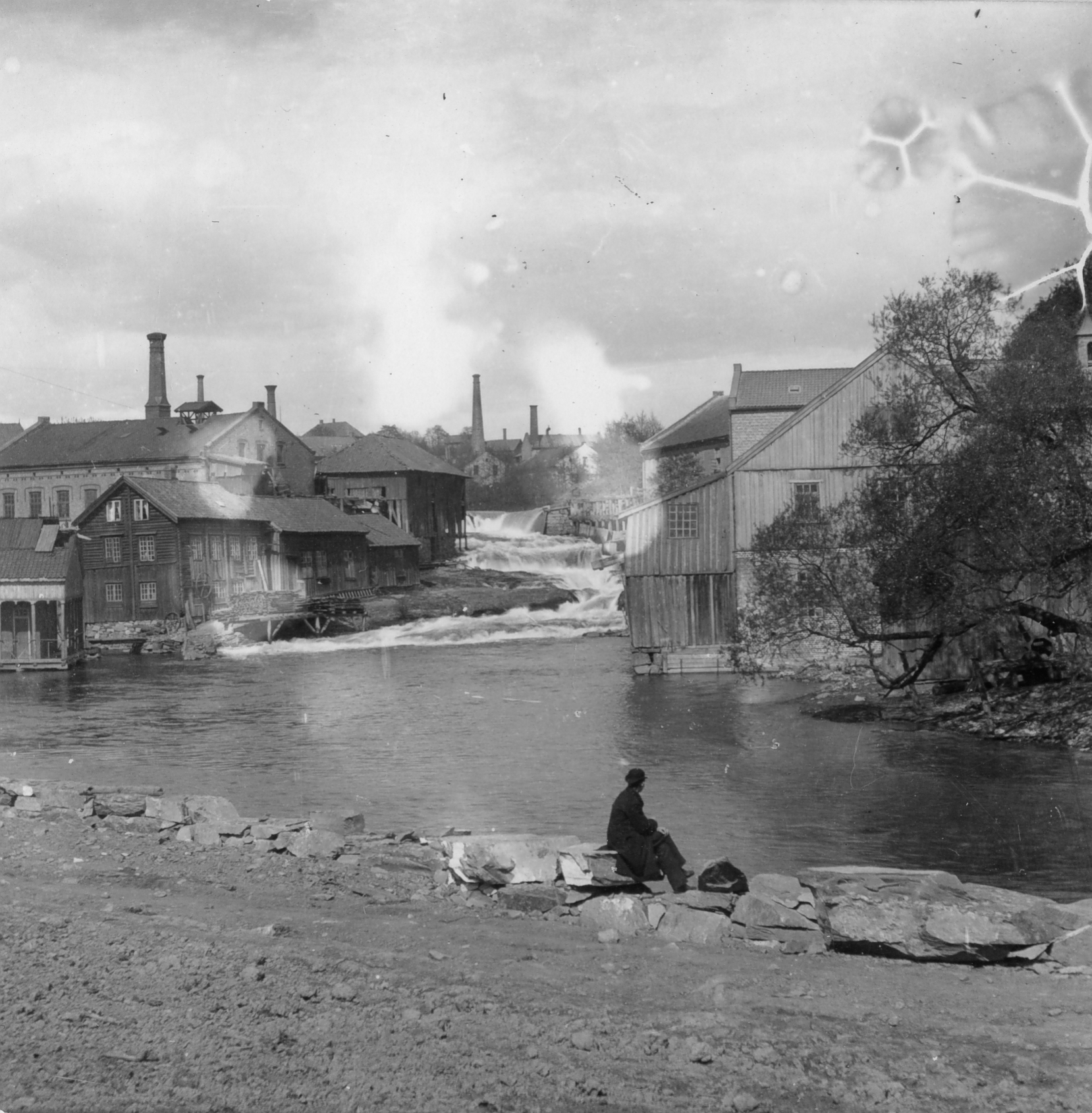
Rivière Akerselva à Oslo

Dans un rescrit royal du 17 octobre 1636, ceux des « habitants de Vatterlandet, Grønland et Piipervigen » qui pouvaient se permettre de construire à Christiania ont été sommés de s'y installer. Ceux qui n'en avaient pas les moyens devaient s'installer dans la région située au bord de la rivière Aggershus, entre Sagene et l'estuaire actuel. C'est la première fois que l'on trouve le nouveau nom de la rivière dans des documents écrits. Le nom a finalement été simplifié en « Agers elv », qui est une orthographe danoise qui aurait pu coexister avec une forme domestique « Akerselva ». Cette dernière forme est finalement devenue l’orthographe officielle.
Sur les cartes de 1795, la rivière est nommée « la rivière Agger - ou la rivière Waterland ». La rivière a donc également été appelée Vaterlandselva, du nom de la zone du Vaterland sur la rive ouest dans la partie inférieure de la rivière.
La rivière fournissait auparavant de l'électricité à un certain nombre de grandes entreprises industrielles. Aujourd'hui, ce sont en grande partie des entreprises de bureaux qui sont implantées dans les anciennes zones industrielles. Certaines parties à proximité immédiate de la rivière connaissent un développement rapide. L'un des plus grands exemples est celui de Nydalen (en), un quartier nouvellement développé qui était auparavant composé exclusivement d'entreprises industrielles, dont l'ancien Christiania Spigerverk (en).
Akerselva est le « poumon vert d'Oslo », avec des parcs et des sentiers de randonnée allant de Maridalsvannet à Vaterland. Cependant, la rivière entre Grønland et Bjørvika est canalisée dans un ponceau. Il a été enterré en 1966 au profit de l'échangeur routier Bispelokket, là où se rencontrent les routes de Bispegata et de Nylandsveien.

## Conditions naturelles

### Vue d'ensemble, géologie et cascades
L'Akerselva coule de Maridalsvannet au nord de la ville jusqu'à Bjørvika, 9,8 km plus bas. La chute est de 149 mètres. L'ensemble du cours de la rivière se trouve dans la zone de construction, tandis que le bassin versant se trouve à Nordmarka.
Les roches du sol en aval de la rivière sont de la syénite et des cornéennes de Bjølsen (en) et vers le nord, tandis que le sol au sud de Bjølsen est principalement constitué d'ardoise argileuse et de calcaire nodulaire. La syénite et les cornéennes sont des roches dures et difficiles à décomposer. Les rivières sont situées dans le champ géologique d'Oslo, où des zones d'affaissement se forment en s'étirant dans la croûte terrestre, des blocs se séparent et des sections médianes s'enfoncent, donnant ainsi la possibilité aux rivières de se creuser. Les roches plus tendres, plus au sud, ont servi de base aux briqueteries de Myraløkka (no) et Øvre Foss (Våghalsen), qui dans les années 1840 étaient les plus grandes du pays, et aux grands glissements de terrain dans la rivière, d'où le nom de la rue Leirfallsgata au pied de Grünerløkka. À Øvre Foss se trouve un passage de diabase de lave volcanique solidifiée qui a surgi d'une fissure, plus dure que le calcaire et l'ardoise, et c'est l'une des raisons pour lesquelles la cascade se trouve à cet endroit. À Nydalen, il y a des falaises d'érosion abruptes qui font partie de la moraine de Grefsen (en). La rivière s'est frayée un chemin à travers d'épaisses masses meubles de gravier, de sable et d'argile qui se sont formées devant la calotte glaciaire qui s'est retirée il y a environ 9 800 ans (Akertrinnet). Dans la plus grande piscine de Stilla (no) et sur les collines entre les prairies de Brekkedammen, on peut voir de la syénite avec des rayures claires provenant du glacier. À Nedre Foss, du calcaire nodulaire, du schiste argileux noir et du calcaire sont visibles.
Il y a environ 10 000 ans, la mer était 220 mètres plus haute qu'aujourd'hui, il y a environ 9 300 ans, la mer était de 150 mètres, de sorte que Maridalsvannet s'est séparé du fjord et que l'Akerselva est née, il y a 7 à 8 000 ans, la mer a atteint Badebakken au sommet de Bjølsen , il y a 6 000 ans, la ligne d'eau se trouvait à Myraløkka et il y a 3 000 ans à Kuba.
Les 20 cascades sont, du haut :
- Le déversement de la chaudière ;
- Brekkefossen (Oslo) (no) ;
- Nydalsfossen, également appelée Nygårdsfossen ;
- Gullhaugfossen, sur la place Gullhaug ;
- Bjølsenfossen (deux chutes, hauteur de chute de 16 mètres), près du pont de Treschow ;
- Lilleborgfossen, hauteur de chute 3 mètres :
- Hjulafossen, en dessous de Vøyenbrua, qui, avec Våghalsen, forme Vøyenfallene ;
- Våghalsen, sous le Beyerbrua ;
- Øvre Foss, également appelée Seilduksfossen ;
- Nedre Foss, plusieurs chutes, au silo à Kuba.

De nombreuses pierres ont été utilisées pour les berges des rivières et les ponts : au Vaterlandsparken, la roche de granit gris Østfold de Hvaler a été recréée et la même chose est utilisée dans les culées du pont Hausmann. Nybrua, Ankerbrua et Sannerbrua, à l'exception de la meule de Beyerbrua, se trouvent toutes deux dans de la syénite légère à gros grains.

### Parc environnemental d'Akerselva
À l'automne 1986, Sissel Rønbeck, alors ministre de la Protection de l'environnement, a pris l'initiative d'un vaste programme d'action pour la zone située le long de l'Akerselva[réf. nécessaire]. Rønbeck souhaitait préserver les valeurs historiques environnementales et culturelles de la région, en mettant l'accent sur l'histoire industrielle et ouvrière. Les grands plans de développement du milieu des années 1980 avaient mis ces valeurs en danger. Les espaces ouverts le long de l'Akerselva étaient sous pression et d'importants monuments culturels datant des premières phases de l'industrialisation risquaient de disparaître.
Le projet de parc environnemental d'Akerselva a été créé avec un groupe de pilotage composé de représentants du ministère de l'Environnement et de la municipalité d'Oslo. La Fondation IN'BY (Institut pour le Développement Urbain) a été engagée comme secrétariat du groupe de pilotage[réf. nécessaire], avec la responsabilité globale des stratégies de gestion des monuments culturels industriels le long de la rivière Akerselva et pour la réalisation d'un parc fluvial continu avec un stock de saumon dans une rivière nettoyée[réf. nécessaire].
Dans le livre de Tallak Moland, Historien om Akerselva au cours des 400 dernières années, le parc environnemental d'Akerselva est discuté en détail dans l'un des chapitres. Le livre est le premier récit complet de l'histoire d'Akerselva[réf. nécessaire].
Un certain nombre de rapports sur le patrimoine culturel et le parc environnemental Kommunedelplan Akerselva (également appelé parc environnemental KDP Akerselva et KDP 4 ) constituent des résultats importants du projet de parc environnemental Akerselva[réf. nécessaire].
Les "Amis de Miljøforeningen Akerselva", fondés en 1991, travaillent activement sur diverses questions importantes pour Akerselva Miljøpark.

### Hydrologie
L'Akerselva reçoit l'eau d'un bassin versant d'environ 230 kilomètres carrés. Les cours d'eau est et ouest du Nordmark se rejoignent dans Maridalsvannet, qui est le plus grand lac d'Oslo avec 3,91 kilomètres carrés et une source d'eau potable. L'Akerselva forme la partie inférieure du cours d'eau du Nordmarks. De Maridalsvannet jusqu'à son débouché dans le fjord d'Oslo, le cours d'eau s'appelle l'Akerselva.
Au cours des vingt dernières années, le débit d'eau de l'Akerselva a été en moyenne de 3 mètres cubes (3 000 litres) par seconde, mesuré à la sortie de Maridalsvannet. La Lysakerelva a plus d'eau avec 4 mètres cubes par seconde, tandis que les autres rivières d'Oslo ont un débit compris entre 0,09 (Mærradalsbekken) et 1,4 (Alna). Le débit d'eau le plus élevé à l'automne 2006 était de 43 mètres cubes par seconde.
L'afflux naturel annuel vers Maridalsvannet s'élève à env. 7,0 mètres cubes par seconde (1961-90). Cependant, la rivière elle-même est régulée et environ la moitié est utilisée pour l’eau potable. Les pouvoirs publics ont fixé un débit d'eau minimum d'au moins 1,0 mètre cube par seconde en hiver et 1,5 en été. Au cours de l'été 1996, lors d'une grave sécheresse, le débit d'eau était tombé à 250 litres par seconde.
Akerselva a plusieurs affluents : Myrerbekken 1 km en aval de Maridalsvannet, Ilabekken (anciennement appelé Akersbekken) à Nedre Foss (sur voûte) et Hovinbekken (no) qui se jette dans l'Akerselva à Grønlandskulverten près d'Oslo.

### Poisson
Depuis 1976, la truite et le méné sont les espèces de poissons habituelles à Akerselva, ainsi que le saumon depuis les années 1980. Après la création d'une passe à saumons à Nedre Foss en 2014, les poissons peuvent aujourd'hui migrer sur 2,8 kilomètres du fjord d'Oslo jusqu'à Øvre Foss sur Grünerløkka. Un comptoir à poissons a été installé à la passe à saumons de Nedre Foss. Le poisson ne peut pas remonter au-delà de Øvre Foss (no).
Dans les années 2000, les captures de saumon et de truite de mer allant de 0 kg (2002) à 80 kg (2006, dont 34 kg de saumon et 46 kg de truite de mer) étaient déclarées aux statistiques norvégiennes. Le Miljøstatus (littérealement "état environnemental", fruit d'une collaboration entre plusieurs agences gouvernementales norvégiennes), indique que sur environ 150 kg de saumon à Akerselva, 60 à 80 % sont normalement de la truite de mer. Au cours des années précédant la mise en place de la passe à saumon, env. 150 salmonidés ont été capturés au-delà de Nedre Foss, principalement des truites de mer, afin d'utiliser une plus grande partie du cours d'eau pour la production de poisson. Les poissons migrent également en aval de Maridalsvannet.
L'Administration des pêches d'Oslomarka (OFA) a estimé en 2010 qu'au cours des deux dernières années, on trouvait environ 110 000 alevins de saumons, truites de mer et truites dans les parties supérieures du fleuve. Entre autres, des espèces comme la perche, le brochet et le vison mangent des alevins, de sorte qu'un grand nombre est nécessaire pour une bonne population. De bons résultats ont été estimés en 2010 pour les poissons reproducteurs revenant 4 à 5 ans plus tard, en partie parce que la qualité et la température de l'eau étaient favorables. Il existait alors une zone de pêche totalement protégée entre Grünerbrua et Nedre Foss, car cette cascade constitue un obstacle naturel à la migration des poissons. En aval de Grünerbrua, la saison de pêche dure jusqu'en septembre.
La pêche aux écrevisses à Akerselva est autorisée pendant une semaine début août. Vers 2006, on ne pêchait l'écrevisse que tous les deux ans. L'OFA estime qu'environ 4 000 écrevisses ont été capturées en 2006. Au cours de la période 2014-2020, la pêche aux écrevisses a eu lieu chaque année à Akerselva. Avant l'ouverture de la saison des écrevisses en 2021, l'OFA a annoncé qu'en raison de la peste des écrevisses, de la diminution des stocks et du très grand nombre de pêcheurs, il avait été décidé de réduire la récolte d'écrevisses à Akerselva par rapport à l'année précédente.

### Plantes, oiseaux et faune
Les essences de bois comprennent l'orme, le frêne, le bouleau, le hêtre, le pin, l'épicéa, l'aulne, le noisetier, le cerisier à grappes, le marronnier d'Inde, le tilleul, le merisier, le tremble, le saule, le sycomore, le sorbier des oiseleurs, le saule, le chêne, l'érable noir, le prunellier. Plus de 200 espèces végétales ont été enregistrées.
106 espèces d'oiseaux ont été recensées à Akerselva, dont le pic épeiche, le cingle plongeur, le gros-bec casse-noyaux, le garrot à œil d'or, le harle bièvre, le canard colvert (2 448 individus dénombrés au cours de l' hiver 1999/2000), la pie-grièche écorcheur et la bergeronnette des ruisseaux. Dans la partie inférieure se trouvent des mouettes. Pour l'ensemble d'Oslo, le nombre d'espèces nicheuses est de 140 et pour le pays de 253.
Le long de la rivière, principalement dans la partie supérieure, on trouve des écureuils, des chauves-souris, des blaireaux, des visons, des porcs-épics, des renards roux, des hermines et, à partir des années 1990, également des castors.

### Qualité de l'eau, pollution et émissions
En 2000, la qualité des eaux de baignade était en baisse jusqu'à Nydalsdammen. L'Agence de l'eau et des eaux usées avait alors pour objectif d'assurer la qualité des eaux de baignade jusqu'à Myraløkka.
Dans les années 1970, l'Akerselva était très polluée après 150 ans de rejets industriels et d'eaux usées le long du fleuve. Dans les années 1980, un programme municipal a été lancé pour limiter les émissions et ramener la vie animale et piscicole dans la rivière. Les mesures des niveaux de pollution dans cinq stations le long de la rivière ont montré une nette amélioration de 1976 à 1990 et ensuite jusqu'en 1996. Les parties supérieures de la rivière, Bjølsen et au-delà, connaissaient également une bonne situation dans les années 1970.  Le réseau municipal dispose de 40 trop-pleins qui peuvent déverser des eaux usées dans Akerselva en cas de dysfonctionnement ou lorsqu'il pleut tellement que le réseau est surchargé. Au total, environ 100 conduites acheminent les eaux de pluie et les eaux de surface vers la rivière.
Dans la nuit du mercredi 2 mars 2011, un grave accident s'est produit à la station d'épuration d'Oset, en amont de la rivière, à la suite d'une erreur de l'Agence des Eaux et des Assainissements qui a entraîné le déversement d'un total de 6 000 litres de chlore dilué dans l'Akerselva. Ce déversement a eu des conséquences majeures sur la vie dans la rivière, et presque toute la vie aquatique a été perdue. Seules quelques espèces présentes dans la boue du fond semblent avoir survécu à la catastrophe. Un comité interdisciplinaire a été créé pour étudier comment la vie dans l'Akerselva pourrait être ramenée. Le comité était composé de représentants de la NIVA , de l'Administration des pêches d'Oslo, de l'Agence norvégienne de l'armée de l'air, du gouverneur du comté et du VAV. NIVA a estimé en 2011 que la vie dans la rivière ne retrouverait son rythme normal qu'après deux ans. En mars 2011, il a été annoncé que davantage de connaissances sur les conditions dans l'Akerselva après le rejet de chlore seraient disponibles lorsque la température de l'eau de la rivière augmenterait, afin que NIVA puisse mener de nouvelles enquêtes.

## Le long de l'Akerselva

### D’Oset à Nydalen

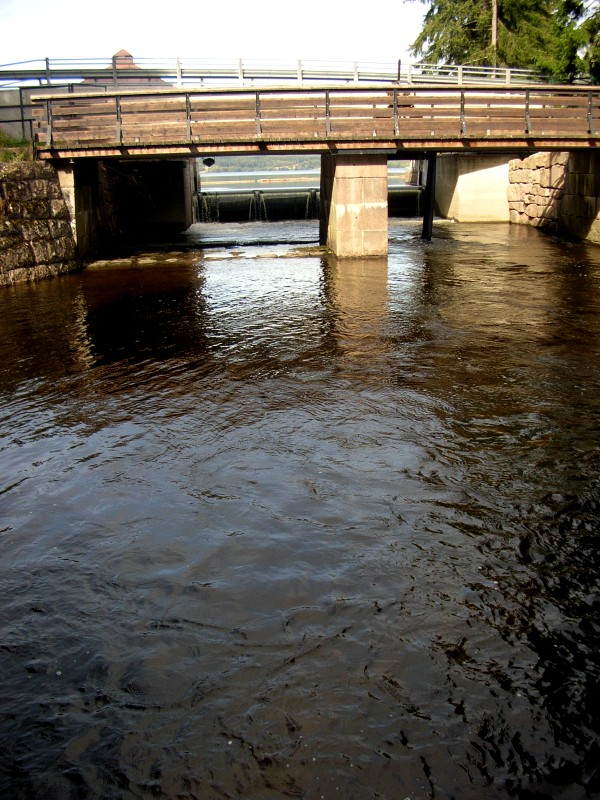
La source de l'Akerselva.

Akerselva commence à l'extrémité sud-est de Maridalsvannet avec Gjøvikbanen et Myrerveien du côté est. Un peu au nord de l'exutoire, à 149 mètres au-dessus du niveau de la mer, se trouve la nouvelle usine de traitement des eaux d'Oset, qui appartient au Conseil de l'eau et des eaux usées de la municipalité d'Oslo et fournit de l'eau potable à 90 pour cent de la population d'Oslo. C'est dans cette station d'épuration, qu'a eu lieu la pollution au chlore en 2011. 
La rivière coule calmement vers le sud-sud-ouest, avant de tourner vers l'ouest et de s'élargir. Du côté est, il y a une étroite ceinture forestière avant la ligne de train et le quartier résidentiel du Grefsenplatået. Du côté ouest se trouve une grande zone forestière avec un salon peint en rouge, qui était autrefois la ferme Grønvold sous la ferme Brekke. C'était aussi pendant un certain temps la maison du maître scieur de la scierie de Brekke.
Alors que la rivière tourne à nouveau vers le sud-ouest, le premier rapide (Frysjafossen) arrive avec une passerelle. En contrebas se trouvait l'ancien Kjelsås Bruk, construit en 1855, entre autres, pour la production de clous et de fil d'acier. Elle a été achetée en 1884 par O. Mustad & Søn et a fonctionné avec l'énergie d'une cascade jusqu'en 1924. L'usine a été partiellement détruite par sabotage pendant la Seconde Guerre mondiale.
Après sa fermeture dans les années 1960, l'usine est tombée en ruine pendant quelques années. Ensuite, la centrale électrique du côté est a été transformée en atelier d'artistes. Au fil du temps, le centre Frysja est devenu à la fois un centre d’art et d’artisanat et un lieu de rencontre local. Les anciens logements ouvriers ont également été réhabilités. À l'intérieur se trouve la gare de Kjelsås et, en 1986, le Musée technique norvégien (Norsk Teknisk Museum (no)) y a installé son nouveau bâtiment. La rive ouest de la rivière, présente de grandes collines herbeuses qui constituent d'excellents refuges en été.
La rivière serpente autour d'une petite péninsule, qui est une zone libre, avant d'arriver à la grande zone de baignade endiguée de Brekkedammen, qui à l'extrémité sud (en fait à l'ouest, car la rivière coule ici) devient Brekkefallet. L'Agence norvégienne de plein air d'Oslo déclare qu'il s'agit de l'eau de baignade la plus propre d'Oslo. Depuis le bord de l'étang, il est courant de plonger dans l'étang, mais pas dans l'autre sens, c'est-à-dire depuis la paroi rocheuse.
Dans la région, il y avait une fonderie de fer au XVIe siècle et, en tout cas, depuis 1619, une scierie s'est installée sur le site. Ensuite, l'affaissement de Brekke du côté ouest est mentionné dans les sources, mais l'affaissement de Kjelsås du côté est est peut-être encore plus ancien. Il y avait une scierie à Brekke jusqu'en 1965 et Brekkedammen était un point de collecte du bois qui avait été transporté ici depuis Nordmarka.
Du côté est se trouve une plaque commémorative pour le collectionneur de contes de fées Peter Christen Asbjørnsen.
En contrebas de la cascade, Akerselva tourne brusquement vers le sud, passe sous Kjelsåsveien et devient silencieuse. Il y a de nombreuses piscines ici et la zone fluviale porte le nom descriptif Stilla. Derrière les arbres et les pentes herbeuses, du côté ouest se trouvent des zones industrielles plus récentes (souvent appelées Frysja), ainsi que les vestiges de l'ancienne ferme Brekke avec le pavillon de chasse de Peder Anker de 1814. Du côté est se trouvent des résidences, Svensenga.
Vient maintenant un tronçon, Grandalen, où la rivière devient à nouveau plus étroite et un peu plus sauvage et serpente davantage. C'est la zone la plus préservée d'Akerselva. Sur sa rive est, elle entre à nouveau en contact avec la ligne Gjøvik et au-delà se trouve la réception municipale des déchets de jardin/ compostage, ainsi que l'école Engebråten de 1997. À l'ouest, la colline monte en flèche jusqu'aux blocs et aux maisons pointues à Korsvoll. On y trouve également les restes de Nydalsbakken (no).
La partie suivante de la rivière traverse Nydalen, autrefois l'une des grandes zones industrielles de la ville. Cependant, Grandalsdammen (également appelé Nydalsdammen) arrive en tête avec l'une des cascades les plus hautes de la rivière. Ci-dessous se trouvaient la scierie de Nygård et le moulin de Nydalen. Ce dernier fut construit en 1826, détruit par une importante inondation en 1830 et par un incendie en 1840, mais rapidement reconstruit. Peu de temps après, la nouvelle Nydalens Compagnie, sous la direction d'Adam Hiorth, acheta le moulin et la scie. Une grande usine textile a été construite ici avec 450 emplois, et progressivement de plus en plus d'usines ont été ajoutées dans le même secteur. Tout au plus, les usines textiles comptaient ici environ 1 100 employés, et il y avait des maisons, des lieux de culte, une école, un restaurant (« Dampen ») et des toilettes associées à l'entreprise. Cette aventure industrielle dura une centaine d’années, mais elle prit fin en 1967.
La rivière passe ensuite sous le grand Nydalsbrua, qui fait partie du périphérique du Store (Ring 3), et entre dans ce qui était autrefois le domaine du Christiania Spigerverk, créé en 1853 et en croissance constante jusqu'aux environs de 1970, lorsque le groupe comptait près de 2000 employés à Nydalen. Cependant, après une fusion avec Elkem, les choses se sont dégradées ; en 1989, l'aciérie a été fermée et en 2010, le dernier clou a été produit à Nydalen. Bakke Mølle, construite par Hans Nielsen Hauge en 1811 et dirigée par différents propriétaires jusqu'en 1941, peut être mentionnée comme une entreprise plus ancienne.
La zone compte plusieurs cascades plus petites et la rivière coule en partie cachée, en partie ouverte entre les bâtiments d'usine réhabilités et les nouveaux bâtiments. Elle passe sous le pont Gullhaug.

## L'Akerselva dans la littérature et l'art

### Photographie
Parmi les photos d'Akerselva prises par le célèbre photographe Anders Beer Wilse, 117 ont été publiées au DigitaltMuseum (en). Inger Munch (no), la sœur du peintre, a beaucoup photographié à Akerselva et 121 de ses photographies se trouvent sur le site oslobilder.no.

### Arts visuels
De nombreux artistes ont travaillé sur l'Akerselva. L'Anglais John William Edy (en) (1762–1820) a peint vers 1800 l'aquarelle Vue depuis les parcelles de table vers Paleet og Paléhagen. Thomas Fearnley a peint Akerselva en 1839, Gerhard Munthe a peint Nybro, Akerselva en 1883 et Anders Castus Svarstad (1869-1943) a peint From Akerselven en 1908-1912 et plusieurs lieu près de la rivière. Au tournant du siècle dernier, Thorolf Holmboe (en) (1866–1935) a peint des tableaux sombres et réalistes de la bordure orientale, notamment des régions d'Akerselva.
Frits Thaulow (1842-1906) a peint un grand nombre de tableaux de la rivière d'Akerselva et de ses environs.
Edvard Munch a vécu dans plusieurs endroits près d'Akerselva et a peint depuis la rivière et ses environs, notamment Akerselva en face de Grünerløkka (1881-82)
Dans les années 2000, la rivière a été, entre autres, un motif pour MM Malvin, ayant grandi à Grünerløkka, qui raconte une légende sur un banc de saumons sous la Grünerbrua (no). En 2008, Eva Bjørkvold (no) a publié le livre Ponts sur Akerselva avec des dessins au marqueur des ponts.
Il existe de nombreux dessins et xylographies dans des magazines tels que Skilling-Magazin (de) datant de la seconde moitié du XIXe siècle.

### Littérature
La première représentation fictive d'Akerselva se trouve dans le poème de l'humaniste d'Oslo Hallvard Gunnarssøn (en) à Christian IV lors de son hommage en tant que roi à la forteresse d'Akershus en 1591. Le poème est une poésie de berger, écrite en latin, et les bergers sont nommés d'après la mythologie grecque :
Thyrsis et Corydon se reposaient avec le bétail sur les rives de la Phrysie,
celui qui traverse les champs parmi les chênes feuillus,
des virages et des méandres entre les rues et les maisons d'Oslo,
et d'un bond soudain il plonge dans les vagues salées de la mer.

Traduction du latin par Francis Bull . De Mentz Schulerud : Oslo dans la fiction, à Oslo. Village et ville en Norvège . Oslo, Gyldendal, 1984, page 435.  (ISBN 82-05-14023-5)
Oskar Braaten (1881-1939) a grandi à Sagene et ses écrits s'inspirent des environnements qu'il a connus, de l'industrie et des travailleurs des régions d'Akerselva et de la limite orientale ailleurs. Il publie entre autres la pièce Autour de l’usine, Descriptions d'une lisière de Kristiania (1910), les romans Kammerset. Par les papiers du sculpteur Leo Düring (1917) et La Tanière du loup (1919), le recueil de nouvelles Fabrikken. Stories (1918) et l'article Akerselven (1918).
L'expression « la belle nymphe Azur-Blaa » est tirée du neuvième vers du poème  écrit par le chef de la police, Andreas Bull, La vue d'Egerbjerg ved Christiania , 1792.  Les paroles du maire Carl Jeppesen (en) lors de l'ouverture de la Sannerbrua (nn) en 1917 sont devenues un symbole de la volonté de reconquérir le fleuve à l'industrie et à la pollution : "Akerselven est devenu une ride hideuse sur le visage de la ville, mais elle devrait être un sourire."
La chanson Akerselva a été écrite par Vilhelm Dybwad (en).

## Les ponts d'Akerselva
Dans un livre publié en 2016, 49 ponts sur l'Akerselva sont répertoriés.  Depuis lors, un nouveau pont a été créé à Fjerdingen, ce qui porte le nombre de ponts traversant l'Akerselva à 50. En 2008, la dessinatrice Eva Bjørkvold a publié un livre d'art, Broene sur Akerselva, dans lequel elle présente des dessins à l'encre des ponts sur Akerselva. Elle a trouvé 44 pièces du pont de construction Oset à Maridalsvannet jusqu'à l'embouchure de la rivière au pont Kulvert près de l'Opéra de Bjørvika. Selon le dictionnaire de la ville d'Oslo, il y avait 26 ponts sur Akerselva :
- pont d'Oset, pont piétonnier sur l'ancien barrage de Maridalsoset, en 2008 il y a aussi un pont de construction temporaire, construit pour la rénovation de la station d'épuration d'Oset ;
- le seuil de Grønvold, passerelle au-dessus de la chute utilisée par le moulin de Kjelså (Mustads Fabrikker) ;
- le pont de Sagadammen, passerelle sur le barrage de Brekkefossen ;
- Gamle Brekke bru, autrefois pont routier (Kjelsåsveien), aujourd'hui pont piétonnier, le plus ancien des ponts de la partie supérieure de la rivière ;
- pont de Brekke, le pont passe à Kjelsåsveien et relie Kjelsås et Brekke ;
- pont Stilla, pont piétonnier de Solligrenda à Svensenga au-dessus des tuyaux d'eau et de drainage ;
- pont à Nydalsbakken ;
- pont de Gjerdrums vei ;
- Nydalsbrua, dans la rue Rolf Wickstrøms (ring 3) ;
- passerelle à Nydalen Bruksvei ;
- l'ancien entrepôt de fer du Spigerverket a été construit au-dessus de l'Akerselva elle-même et des deux côtés du bâtiment se trouve une route qui traverse la rivière ;
- pont Gullhaug, à Nydalsveien sur la place Gullhaug, Nydalen ;
- pont de Nydalsveien jusqu'au nouveau développement du côté est, juste au nord de Bakke Mølle ;
- pont de Kristoffer Aamots vei, Nydalen ;
- passerelle à Badebakken, Bjølsen ;
- passerelle à Bjølsendumpa ;
- Treschows bru , dans la porte Treschows, relie Bjølsen et Sandaker ;
- pont de Jérusalem , piste piétonne et cyclable qui traverse la rivière au laminoir de Bjølsen ;
- Bentsebrua, à Bentsebrugata, relie Sagene et Torshov ;
- passerelle à Myra, Sagene ;
- Vøyenbrua, dans la porte Marcus Thranes (ring 2), Sagene ;
- Beyerbrua, passerelle piétonne, relie Sagveien (ouest) et Biermanns gate (est), Sagene ;
- Sannerbrua, relie la porte Waldemar Thranes (ouest, Ila / Sagene) et Sannergata (est, Grünerløkka) ;
- Åmotbrua, passerelle, relie Ila et Grünerløkka ;
- passerelle entre la partie supérieure de Kuba et Seildukfabrikken (Académie des Arts d'Oslo) ;
- pont Kuba, passerelle, Grünerløkka ;
- pont d'Anne Holsen, passerelle entre Vulkan (Cisjordanie) et Nedre Foss, mis en service en 2011 et nommé par la ministre Inga Marte Thorkildsen le 24 août 2013 ;
- Grünerbrua, à Møllerveien, relie Fredensborg et Grünerløkka ; le pont de Frysja aurait été situé ici au Moyen Âge (mentionné dans la saga de Sverre) ;
- passerelle reliant la Brenneriveien au centre culturel Blå (ouest) et la porte Nedre (est, Grünerløkka) ;
- passerelle reliant Østre Elvebakke à DogA (ouest) et porte Nedre (est, Grünerløkka) ;
- Ankerbrua, à Torggata , relie le quartier Hausmann et Grünerløkka ;
- Nybrua, bas Grünerløkka ;
- passerelle reliant Elgsletta à Fjerdingen  .
- pont Hausmannien, dans la rue Hausmannienne ;
- Vaterlands bru, relie Brugata (ouest, Vaterland ) et gata Grønland (est, Grønland) ;
- pont Schweigaards, de 1882, supprimé dans les années 1960 lors de la construction du ponceau entre la porte Schweigaards et la sortie (sous la voie ferrée) ;
- Bishop's Bridge, de 1887, supprimé dans les années 1960 lors de la construction du ponceau entre la porte Schweigaards et la sortie (sous la voie ferrée) ;
- le pont d'Oda, du nom d'Oda Krohg, a ouvert ses portes en 2020, au musée Munch.